# Julie Nioche
Julie Nioche,  née en 1976, est une danseuse et chorégraphe contemporaine française. 

## Biographie
Après des études au Conservatoire national supérieur de musique et de danse de Paris, Julie Nioche devient à partir de 1995 interprète dans la compagnie d'Odile Duboc, puis travaille avec Hervé Robbe, Meg Stuart, Alain Buffard, et Emmanuelle Huynh, entre autres. En 2000, elle décide de suivre des études de psychologie et suit une formation en ostéopathie (validée en 2008).
Elle développe ensuite ses propres projets et signe sa première chorégraphie XX en 2001 puis XX with Alice en 2002. Julie Nioche collabore également à des projets communs avec Rachid Ouramdane au sein de la compagnie Fin Novembre qu'ils codirigent de 1996 à 2006. 
Elle cofonde ensuite, en 2007, la compagnie A.I.M.E (pour Association d'individus en mouvements engagés). Certains de ses spectacles, comme Nos solitudes, ont parfois été rapprochés des arts du cirque et de la performance. En 2011, Julie Nioche et sa compagnie sont en résidence au Cent Quatre à Paris. Depuis 2008, elle a été artiste associée ou en résidence avec A.I.M.E. dans différents lieux : Le Vivat à Armentières, Le Manège de Reims, Le Forum au Blanc-Mesnil, L'Échangeur à Château-Thierry, Le Bateau feu à Dunkerque. En 2014-2015 elle est associée au projet Résodanse (au bout du monde!) rassemblant différents lieux du Nord-Finistère.
Julie Nioche est installée à Nantes depuis 2013.

## Principales chorégraphies
- 2001 : XX
- 2002 : XX with Alice
- 2003 : La Sisyphe / Les Sisyphe''
- 2005 : H2O-NaCl-CaCO3

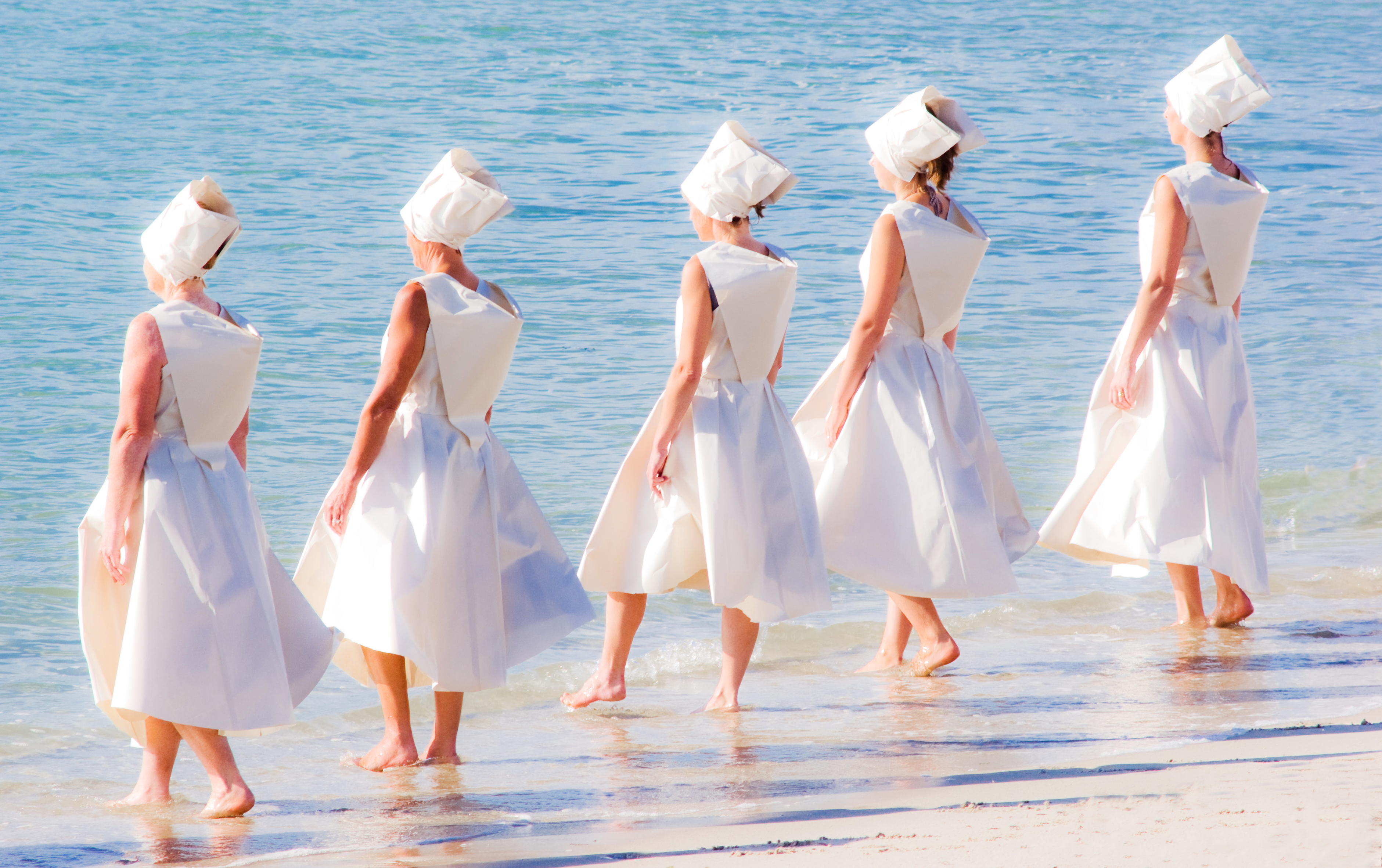
Autour du projet Matter en 2008

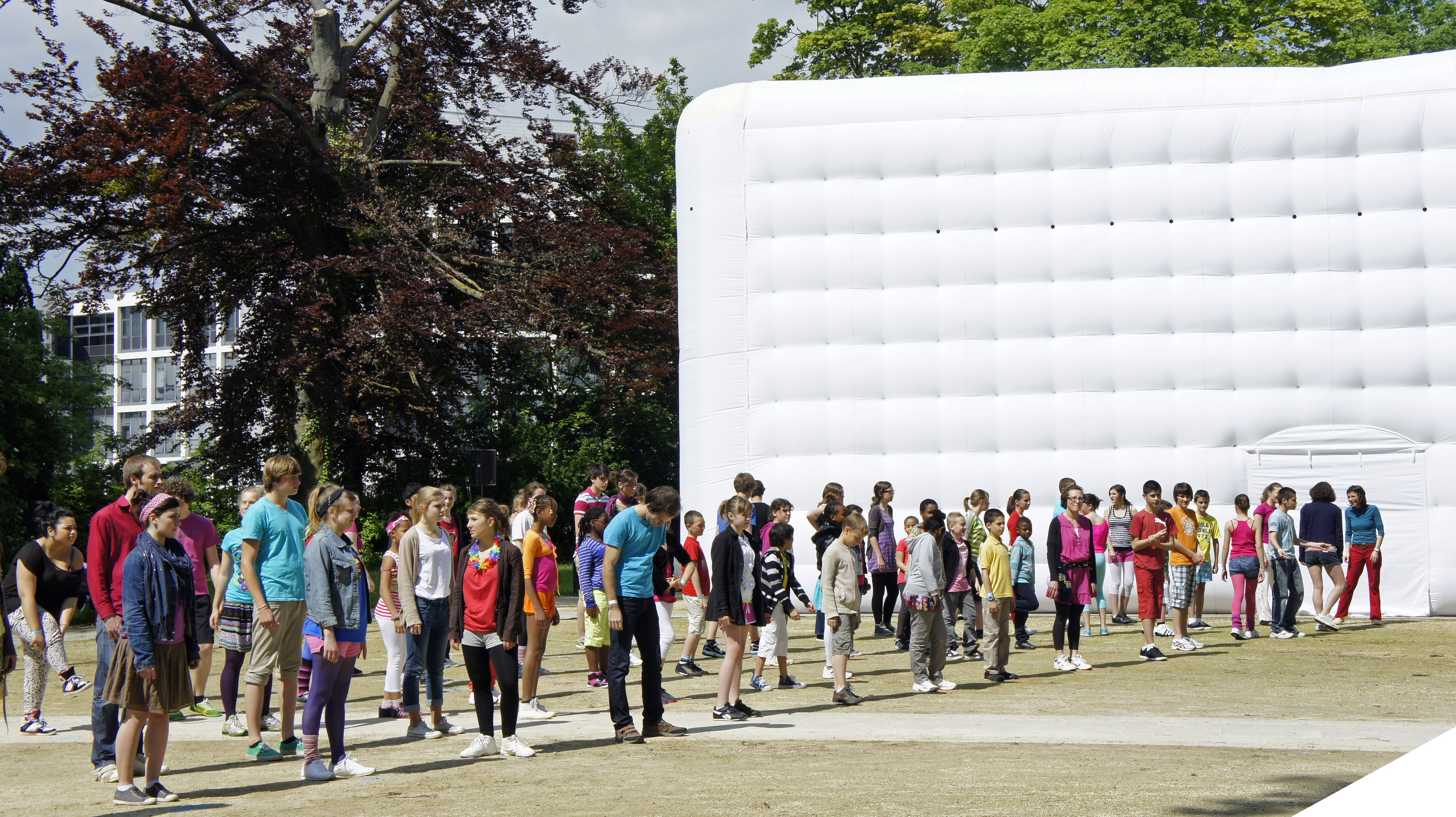
Les Sisyphe donné en 2011 à Reims

- 2007 : Matter of fact / Héroïnes (avec Sir Alice)
- 2008 : Matter / Women's matter
- 2009 : No Matter / Lost Matter / Espace protégé
- 2010 : Nos solitudes / Central Park /  Brèves Suspensions''
- 2011 : Contes tordus (avec Christophe Huysman)
- 2012 : Voleuse[6] (en collaboration avec Virginie Mira)
- 2013 : Sensationnelle (dispositif chorégraphique conçu avec Isabelle Ginot)
- 2014 - En classe, spectacle pour enfants du CE1 à la 6e dans leur classe
- 2014 : recréation de Matter pour le festival d'Avignon
- 2016 : Nos amours
- 2020 : Vague intérieur vague

## Prix et distinctions
- 2010 : Prix spécial du jury du Syndicat de la critique pour Nos solitudes[7]

2022 : chevalier des arts et lettres